# Sophira flavomaculata
Sophira flavomaculata är en tvåvingeart som först beskrevs av de Meijere 1924.  Sophira flavomaculata ingår i släktet Sophira och familjen borrflugor. Inga underarter finns listade i Catalogue of Life.